# François Ravaillac
François Ravaillac (ur. w 1578 w Touvre koło Angoulême – zm. 27 maja 1610 w Paryżu) – francuski służący i nauczyciel, zabójca Henryka IV Burbona, króla Francji i Nawarry.

## Pochodzenie
Pochodził z prostej, plebejskiej rodziny. Początkowo pracował jako służący, potem zaś jako nauczyciel. Był człowiekiem głęboko religijnym. Podczas swych kontemplacji miewał wizje. W roku 1606 próbował wstąpić do zakonu jezuitów, ci nie przyjęli go jednak.

## Motywy
W tym czasie we Francji rządził pierwszy przedstawiciel Burbonów na paryskim tronie, Henryk IV, będący konwertytą z kalwinizmu, który porzucił, aby móc objąć władzę we Francji i powstrzymać nienawidzącą go opozycję, posługującą się przeciwko niemu głównie argumentem obrony katolicyzmu przed królem-heretykiem (Henryk miał wyrzec wtedy słynne słowa: Paryż wart jest mszy). Powszechnie uważano, że zmiana wyznania przez króla jest tylko pozorna, a posługuje się on religią tylko do celów politycznych. Ravaillac rzekomo zaś miał mieć wizje potwierdzające te przypuszczenia. Twierdził, że musi spotkać się z królem, aby przekonać się, czy jego wiara jest głęboka i prawdziwa. Nie mogąc tego zrobić, za dowód niewierności i zdrady monarchy uznał atak Francji na Niderlandy, co dla Ravaillaca oznaczało także wojnę z papieżem. Ponadto po Francji zaczęły krążyć pogłoski o jakichś potajemnych sojuszach króla z protestanckimi książętami. Pozostałe wizje, które miewał, tłumaczył sobie jako oczywiste wołanie do uwolnienia Francji od heretyckiego króla-tyrana. Do swej misji przygotowywał się wiele tygodni, modląc się i poszcząc.

## Zamach

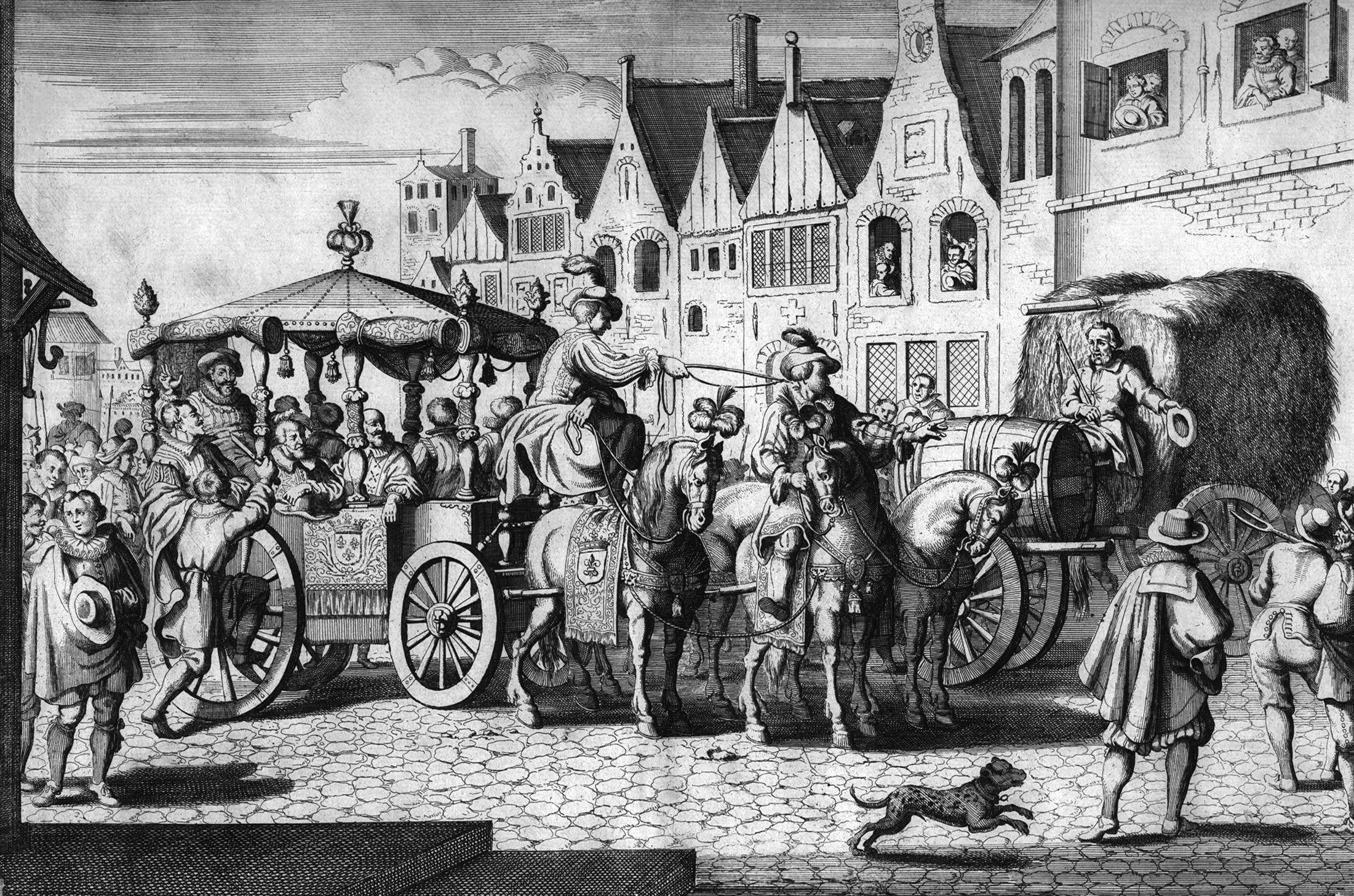
Artystyczna wizja zamachu

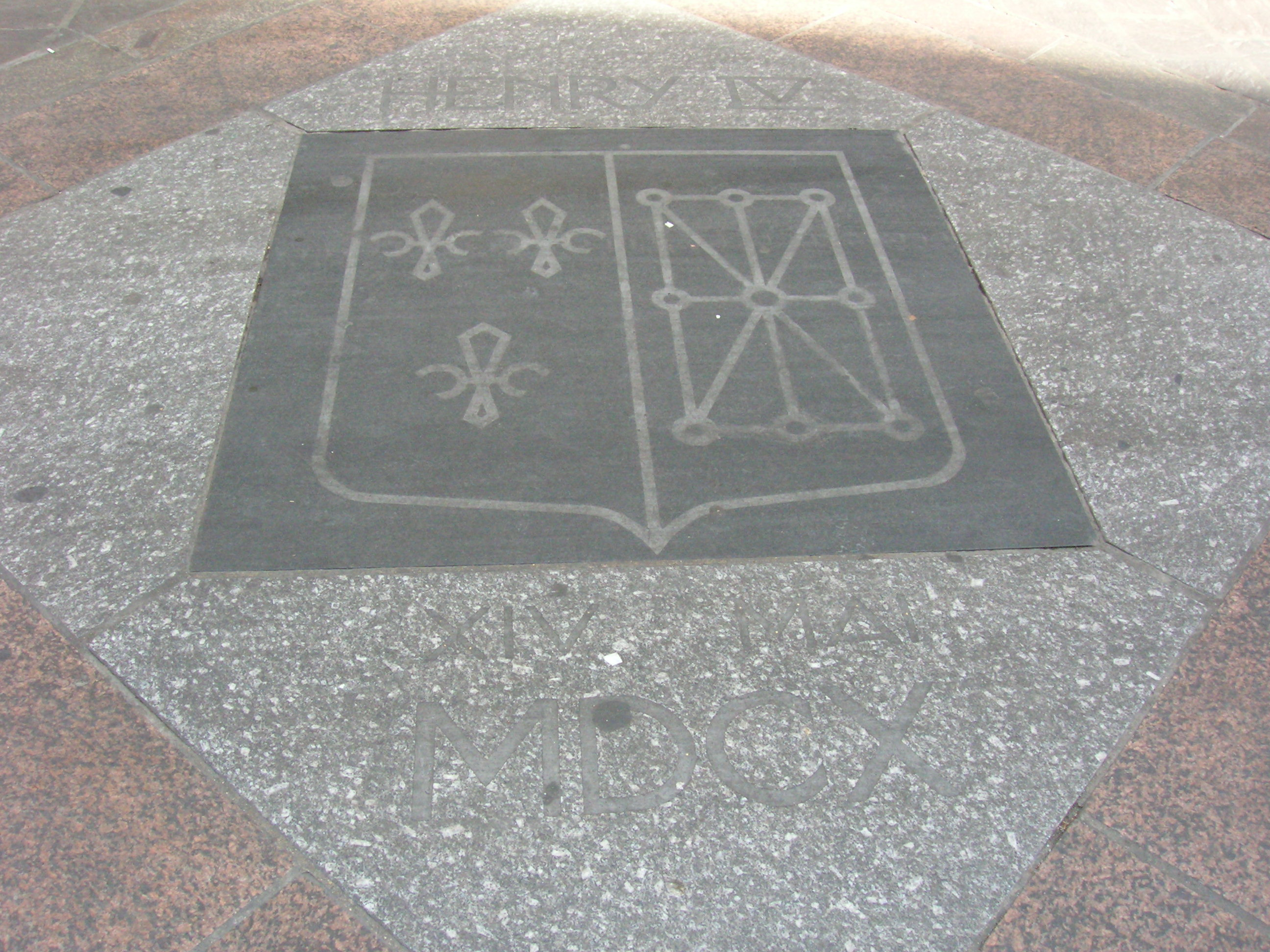
Oznaczone w trotuarze miejsce zamachu

14 maja 1610 roku Henryk IV przejeżdżał ulicami Paryża na spotkanie z księciem de Sully. Nieopodal skrzyżowania ulic Saint-Opportune i de la Ferronnerie do królewskiej karety podbiegł François Ravaillac. Wskoczył na jej stopień i kilkukrotnie ugodził króla w szyję, zabijając go na miejscu. Nie wiadomo dokładnie, jak mu się to udało. Jedne źródła twierdzą, że król nie chcąc zwracać na siebie uwagi zrezygnował ze straży przybocznej, a zamachowiec wykorzystał chwilę, gdy monarszej karecie drogę zagrodził wóz siana. Inne, bardziej prawdopodobne, mówią o zatrzymaniu ruchu ulicznego przez króla, aby móc spokojnie przejechać zatłoczonymi ulicami. Ten moment, w którym lud z uwielbieniem patrzył na władcę miał wykorzystać Ravaillac, błyskawicznie wybiegając z tłumu. Straż miała go pochwycić natychmiast po pierwszych, celnych uderzeniach i uratować przed samosądem.

## Proces i egzekucja
Proces Ravaillaca trwał niespełna dwa tygodnie. Mimo zastosowania wyszukanych tortur, Ravaillac nie wymienił żadnego współpracownika czy mocodawcy. Istnieją również tezy, jakoby do morderstwa króla mieli nakłaniać jezuici (zaraz po zabójstwie ówczesny generał zakonu, Claudio Aquaviva potępił oficjalnie nauki głoszone przez jego hiszpańskiego członka – Juana de Mariany o dopuszczalności zabójstwa heretyckiego monarchy. Nie można jednak wykluczyć, że zabójca Henryka IV słyszał bądź znał stanowisko de Mariany). Kara przeznaczona dla mordercy tak popularnego króla była straszliwa.
27 maja 1610 roku rozpoczęła się publiczna egzekucja Ravaillaca. Miała być ona wykonana poprzez rozerwanie końmi, poprzedzono ją jednak cierpieniami skazańca na oczach zgromadzonego ludu. Wpierw prawą rękę zamachowca, w której dzierżył sztylet umoczony w królewskiej krwi, spalono aż do jej zwęglenia. Następnie ciało szarpano rozpalonymi szczypcami. Zdarto wreszcie z jego ramion, nóg i klatki piersiowej skórę, zalewając rany wrzącym olejem, woskiem, żywicą i siarką. Pępek zalano roztopionym ołowiem. Prawdopodobnie przynajmniej przez większość tego czasu Ravaillac pozostawał przytomny, krzycząc i modląc się. Męki te były prawdopodobnie także ostatnią próbą wyduszenia ze skazańca jakichś nazwisk – bezskutecznie. Po tym wszystkim rozerwano jego ciało końmi. Męczarnie królobójcy trwały około 30 minut. Według relacji Jakuba Sobieskiego obecnego w Paryżu podczas egzekucji François Ravaillaca, wielu widzów zbierało fragmenty ciała torturowanego zamachowca w celu konsumpcji. Makabryczną potrawą próbowano również poczęstować polskiego magnata.
Po śmierci Henryka IV, mimo że zginął z rąk katolika, we Francji nastąpił odwrót od polityki tolerancji i swobód religijnych. Kardynał Richelieu prowadził z hugenotami regularną wojnę. Zarzucenie tolerancyjnej opcji wobec innowierców osiągnęło apogeum za panowania Ludwika XIV, odwołującego w 1685 r. edykt nantejski.